# 三都交通
三都交通株式会社（さんとこうつう）は、かつて存在した、タクシー事業を行う奈良交通グループの奈良近鉄タクシーの子会社であった。2018年4月に親会社の奈良近鉄タクシー株式会社に吸収合併された。